# تی (ملکه)
تی (انگلیسی: Tey) همسر بزرگ سلطنتی خپرخپرورع آیی آخرین فرعون دودمان هجدهم مصر باستان بود، بود. او همچنین دایه نفرتیتی بوده است.
همسر او آیی نقش‌های اداری مهمی را در دربار چندین فرعون - آمنهوتپ سوم، آخناتون و توت‌عنخ‌آمون - قبل از رسیدن به تاج و تخت به دنبال مرگ توت‌عنخ‌آمون، با منقرض شدن نسل مردانه خانواده سلطنتی، ایفا کرد. اعتقاد بر این است که او با خانواده سلطنتی، احتمالاً برادر ملکه تیه (همسر آمنهوتپ سوم) مرتبط است. برخی از محققان این نظریه را مطرح می‌کنند که او حتی ممکن است پدر نفرتیتی بوده باشد.

## خانواده
تی همسر آیی بود. در کتیبه‌های عمارنه تی را «دایهٔ همسر بزرگ سلطنتی» نامیده‌اند. این نظریه به این معنی است که او احتمالاً نامادری نفرتیتی به عنوان همسر دوم آیی بوده است. آیی و تی هرگز به صراحت پدر یا مادر نفرتیتی نامیده نمی‌شوند؛ بنابراین، اگر تی تنها همسر آیی بود، هیچ‌کدام از والدین نفرتیتی نبودند. با این حال، اگر آنها والدین نفرتیتی هستند، موت‌بنرت به احتمال زیاد دختر آیی و تی بوده است. علاوه بر این، نخت‌مین جانشین مورد نظر آیی، ممکن است پسر آنها باشد.
علاوه بر این، تی ممکن است یک خواهر به نام موتم‌نوب و برادر شوهری به نام نخت‌مین داشته باشد. در مجسمه‌ای که در حال حاضر در موزه بروکلین قرار دارد، یکی از بزرگواران به نام آیی پیامبر دوم آمون کاهن اعظم موت و مباشر ملکه تی نامیده می‌شود. پدر و مادر او به نام نهت‌مین و موتم‌نوب، خواهر ملکه تی ثبت شده‌اند. این کتیبه معمولاً به این معنی است که او خواهر این ملکه تی بوده است.

## عمارنه
تی در مقبره عمارنه استفاده نشدهٔ شوهرش به تصویر کشیده شده است، که در آن هنگامی که او مدیر آخناتون بود، آماده شده بود. برجسته بودن او در دکوراسیون استثنایی است، اما موقعیت‌های او به عنوان دایه و مربی همسر بزرگ سلطنتی (نفرتیتی)، و «زینت سلطنتی پادشاه» کاملاً آن را توجیه می‌کند. یک صحنه اهدای پاداش در دیوار شمالی، سمت شرق به تصویر کشیده شده است. آیی و تی در بالکن بارعام دیده می‌شوند. آخناتون در تاج خپرش و نفرتیتی در تاج آبی معروف خود (در این مورد با سه اورائوس تزئین شده) نشان داده شده است. میریت‌آتون، مکتاتن و عنخ‌اسن‌آمون نیز در بالکن بارعام نشان داده شده‌اند. به نظر می‌رسد دو دختر بزرگتر به آی و تی هدیه می‌دهند، در حالی که عنخ‌اسن‌آمون در کنار نفرتیتی روی بالش ایستاده و چانه او را نوازش می‌کند.

## همسر بزرگ سلطنتی
هنگامی که آیی پس از مرگ توت‌عنخ‌آمون بر تخت سلطنت نشست، تی همسر بزرگ سلطنتی او شد و سپس القاب‌های شاهزاده موروثی (iryt-p`t)، برترین ستایش‌ها (wrt-hzwt)، بانوی دو سرزمین (nbt-t3wy)، همسر پادشاه بزرگ، معشوق او (hmt-nipper-Misswt) و معشوقه مصر علیا و سفلی (hnwt-Shm’w T3-mhw) را داشت.
ملکه تی در مقبره WV23 در دره پادشاهان به تصویر کشیده شده است که پس از پادشاه شدن برای آیی استفاده می‌شود. او پشت آیی در صحنه‌ای ظاهر می‌شود که به نظر می‌رسد آیی در حال کشیدن گل‌های نیلوفر آبی از مرداب است. تصاویر آسیب‌دیدگی نسبتاً شدیدی دارند.
تی ممکن است با شوهرش در WV23 دفن شده باشد. احتمال دارد تکه‌های استخوان‌های زنی که در مقبره این فرعون یافت شده متعلق به تی باشد.
تی همچنین در یک نمازخانه صخره‌ای که به خدای باروری مین در اخمیم اختصاص یافته است، به تصویر کشیده شده است.
نام تی نیز بر روی جعبه چوبی نوشته شده است: «کاتب واقعی پادشاهی که او را دوست دارد، فرمانده سپاه، ناظر سواره نظام، و پدر خدا، آیی.» در متن ذکر شده است: «یکی بسیار ارزشمند، یگانه (بی نظیر) رع، مورد قدردانی همسر بزرگ سلطنتی، معشوقه خانه، تی.»
بر مجسمه عظیمی در اخمیم احتمالاً نام تی حک شده بود، اما بعداً برای میرت‌آمون دختر و همسر رامسس دوم دوباره نگارش شد.